# Hayley Kiyoko
Hayley Kiyoko, właściwie Hayley Kiyoko Alcroft (ur. 3 kwietnia 1991 w Los Angeles) – amerykańska piosenkarka, aktorka i tancerka. 

## Życiorys
Poza serialami i filmami występuje także w reklamach. W czerwcu 2019 roku wystąpiła w teledysku do utworu You Need to Calm Down Taylor Swift wraz z innymi celebrytami LGBT.

## Dyskografia

### Albumy
| Tytuł        | Data wydania  | Pozycje na listach przebojów | Pozycje na listach przebojów | Pozycje na listach przebojów | Pozycje na listach przebojów | Pozycje na listach przebojów |
| ------------ | ------------- | ---------------------------- | ---------------------------- | ---------------------------- | ---------------------------- | ---------------------------- |
| Tytuł        | Data wydania  | USA                          | AUS                          | CAN                          | GBR                          | IRL                          |
| Expectations | 30 marca 2018 | 12                           | 20                           | 16                           | 24                           | 23                           |

### EP
| Tytuł                           | Data wydania     |
| ------------------------------- | ---------------- |
| A Belle to Remember             | 12 marca 2013    |
| This Side of Paradise           | 2 luty 2015      |
| Citrine                         | 30 września 2016 |
| I'm Too Sensitive for This Shit | 14 stycznia 2020 |

## Filmografia

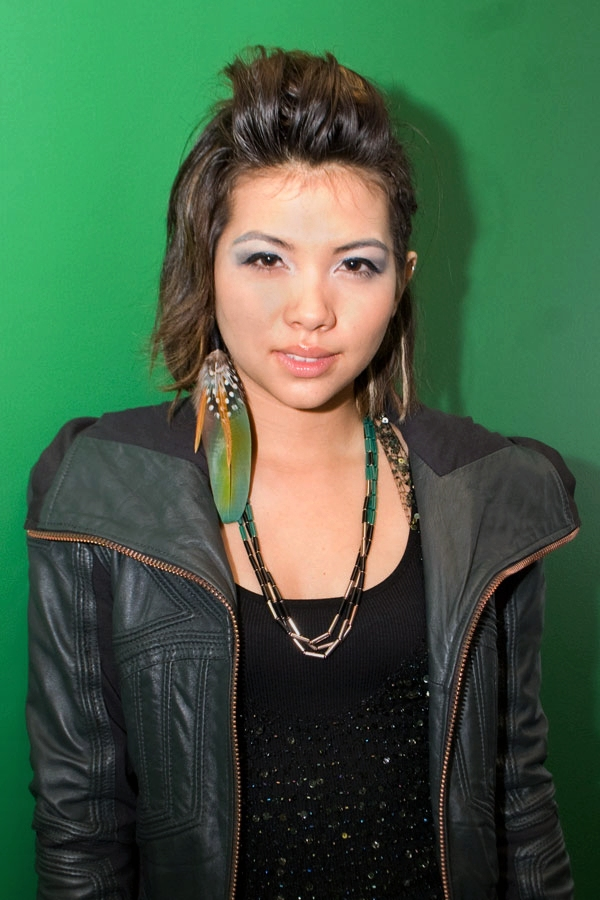
Hayley Kiyoko, 2010

### Seriale
| Rok  | Tytuł                       | Rola           | Uwagi             |
| ---- | --------------------------- | -------------- | ----------------- |
| 2004 | Nieidealna                  | Gorjinda       | Rola gościnna     |
| 2010 | Czarodzieje z Waverly Place | Stevie Nicolas | Rola drugoplanowa |
| 2015 | CSI: Cyber                  | Raven Ramirez  | Rola drugoplanowa |

### Filmy
| Rok  | Tytuł                                       | Rola          | Nagrody           |
| ---- | ------------------------------------------- | ------------- | ----------------- |
| 2007 | Ostrza chwały                               | Ballerina     | Rola drugoplanowa |
| 2009 | Scooby-Doo: Strachy i patałachy             | Velma Dinkley | Rola główna       |
| 2010 | Scooby-Doo: Klątwa potwora z głębin jeziora | Velma Dinkley | Rola główna       |
| 2011 | Lemoniada Gada                              | Stella Yamada | Rola główna       |
| 2012 | Błękitna laguna: Przebudzenie               | Helen         |                   |
| 2015 | Jem i Hologramy                             | Aja Leith     | Rola główna       |
| 2015 | Naznaczony: rozdział 3                      | Maggie        |                   |
| 2016 | XOXO                                        | Shannie       |                   |
| 2017 | Becks                                       | Lucy          |                   |